# Progress 34
Progress 34 (ryska: Прогресс-34) var en sovjetisk obemannad rymdfarkost som levererade förnödenheter, syre, vatten och bränsle till den då sovjetiska rymdstationen Mir. Den sköts upp med en Sojuz-U2-raket, från Kosmodromen i Bajkonur den 20 januari 1988 och dockade med Mir den 23 januari.
Farkosten lämnade rymdstationen den 4 mars 1988 och brann upp i jordens atmosfär några timmar senare.

### Fotnoter
1. ↑  ”NASA Space Science Data Coordinated Archive” (på engelska). NASA. https://nssdc.gsfc.nasa.gov/nmc/spacecraft/display.action?id=1988-003A. Läst 30 juni 2021.
2. ↑  Manned Astronautics - Figures & Facts Arkiverad 9 oktober 2007 hämtat från the Wayback Machine., läst 15 juli 2016.